# Yeeda River
Der Yeeda River ist ein Flussarm des Fitzroy River im Norden des australischen Bundesstaates Western Australia. Er liegt in der Region Kimberley.

## Geografie
Der Flussarm zweigt südlich der Siedlung Padanus Park vom Hauptfluss ab und fließt parallel zu diesem bis zur Siedlung Yelleen Crossing, wobei beide Flüsse den Great Northern Highway bei Willare Bridge Roadhouse unterqueren. Bei Yelleen Crossing beschreibt der Fitzroy River einen Haken nach Westen, während der Yeeda River geradeaus weiter nach Norden fließt. Südlich von Yeeda mündet der Yeeda River in den östlichsten Teil des kleinen Deltas, das der Fitzroy River bei seiner Mündung in den King Sound bildet.

### Durchflossene Seen
Der Yeeda River durchfließt etliche, zu allen Jahreszeiten mit Wasser gefüllte Pools:
- Gnana Pool – 16 m
- Willare Pool – 14 m